# Joseph Vantillard
Charles Joseph Vantillard est un maître-verrier français, né à Moncel-sur-Seille (Meurthe-et-Moselle)  le 19 mars 1836, et mort à Paris le 10 novembre 1909.

## Biographie
Joseph Vantillard avait repris la maison Ména dont l'atelier était situé Paris, 12 rue de Tlemcen. Vers 1884 il s'installe au 4 rue Daubigny  puis Passage Stanislas. Il a été chargé de l’entretien des vitraux de l'église Notre-Dame-de-la-Croix de Ménilmontant et de leur remise en état après la Commune. 
Il a participé à l’exposition universelle de 1878 avec des vitraux représentant Le Printemps et L'Automne, et à l'exposition universelle de 1889. 
On trouve ses vitraux à Drancy et Neuilly-sur-Seine, à l'église Saint-Vincent-de-Paul de Clichy, à l'église Saint-André de Boissy-l'Aillerie, dans l'église de la Nativité de la Vierge à Brannay (Yonne). Il a réalisé un vitrail représentant dans le bas-côté sud de l'église Saint-Privat de Saint-Privé Saint Henri donne la vie sauve aux habitants de Troye (Italie) après la prise d'assaut dont la tradition affirme que le visage de saint Henri serait celui d'Henri Harpignies. Au Salon de la Société des artistes français de 1903 il crée une grande verrière pour la cathédrale de Cambrai représentant Charles VI dépose à Notre-Dame de Cambrai les trophées de la victoire de Rosebecque réalisée avec M. Vimont. 
Outre les verrières d'église il a exécuté de nombreuses commandes privées pour orner des chapelles funéraires dans les cimetières parisiens :
- au cimetière du Père-Lachaise : Notre-Dame aux sept glaives, Marie Jésus et saint Jean-Baptiste, Sainte Famille et Pietà[3],
- au cimetière de Montmartre : Vierge à l'Enfant,
- au cimetière du Montparnasse : Christ en Croix[4],
- au cimetière Saint-Vincent : Vierge à l'Enfant.

mais aussi des commandes pour orner des résidences, comme les deux vitraux profanes de La jeunesse et La Vieillesse provenant d'un château des environs de Lyon, aujourd'hui conservés dans une collection privée en Hollande.

## Famille
- Charles Vantillard (1802-1879) marié en premières noces, le 20 janvier 1829, à Moncel-sur-Seille, avec Marguerite Joséphine Cogné (1806-1845) :
  - Marguerite Vantillard (1829-1903), a épousé en 1863 Henri Harpignies . Ils se sont séparés 25 ans plus tard.
  - Charles Jules Vantillard (1832-1860),
  - Charles Joseph Vantillard (1836-1909), marié en 1868, à Paris, avec Marie Joséphine Néouhen (1852-1929),
    - Marie Joséphine Vantillard (1870-1952),
    - Marguerite Juliette Vantillard (1873-1895),

  - Jules Amédée Vantillard (1841-avant 1900).